# گنو سوشال
گنو سوشال (به انگلیسی: GNU social) (پیشتر به نام‌های استتوس نت (به انگلیسی: StatusNet) و زمانی به نام لاکونیکا، که از تاریخ ۸ ژوئن ۲۰۱۳ به گنو سوشال تغییر نام پیدا کرده است) یک سرویس‌دهنده میکروبلاگینگ و یک پیاده‌سازی آزاد از پروتکل OStatus به زبان پی‌اچ‌پی است که اجازه می‌دهد تا کارخواه‌های میکروبلاگینگ بتوانند با یکدیگر هم‌کنش‌پذیری داشته باشند. این خدمت که قابلیت‌هایی مشابه توییتر فراهم می‌کند قصد دارد تا امکان برقراری ارتباطات باز، بین سرویسی و توزیع‌شده را در بین اجتماعات میکروبلاگینگ فراهم کند. شرکت‌های تجاری و افراد می‌توانند سرویس‌ها و داده‌های خودشان را نصب و کنترل کنند. نسخه 0.9.0 که در مارس ۲۰۱۰ منتشر شد، پشتیبانی از پروتکل OStatus را فراهم می‌کرد. پروتکل OStatus یک استاندارد بروزرسانی توزیع‌شده جدید است که جایگزین استاندارد قدیمی OpenMicroBlogging شده است.
نرم‌افزار گنو سوشال روی هزاران کارساز که با هم در تعامل هستند در حال اجراست.

## امکانات

### امکانات استاندارد
- انتشار بروزرسانی‌ها توسط کارخواه XMPP/Jabber
- احراز هویت با کمک اوپن‌آی‌دی
- پشتیبانی از فدراسیون با کمک پروتکل OStatus
  - اشتراک‌ها با PubSubHubbub
  - پاسخ‌ها با پروتکل سالمون
  - استفاده از ریزقالب (Microformat) برای نمایه و اعلامیه‌های HTML
- API سازگار با توییتر
- دسته بندی بوسیله هشتگ
- گروه‌ها بوسیله ، بنگ‌تگ
- محلی‌سازی و ترجمه رابط کاربری (به کمک Gettext)
- کوتاه‌سازی خودکار پیوندها
- پیوست (افزودن پرونده، تصویر، فیلم، صدا)
- پرونده‌های چندرسانه‌ای پیوست شده در قالب پادکست
- جاسازی محتوای دیگر وبسایت‌ها مثل یوتیوب، فلیکر و...

### امکانات موجود
- ارتباط وب‌منشن و پینگ‌بک با وبسایت‌های ایندی‌وب
- موقعیت جغرافیایی و نقشه
- بروزرسانی و اعلان‌ها از طریق پیامک
- انتشار هم‌زمان روی توییتر
- جریان زنده به‌روزرسانی‌ها

## تاریخچه
گنو سوشال از دل پروژه گنو اف‌ام به وجود آمد. پایه‌گذار آن مت لی و توسعه‌دهندگان اولیه آن، دانلد رابرتسون و دبورا نیکلسون از کارمندان بنیاد نرم‌افزار آزاد بودند.
پیاده‌سازی استتوس‌نت بر اساس یک خدمت باز میکروبلاگینگ به نام ایدنتیکا بود که پیشتر به نام لاکونیکا شناخته می‌شد.  ایدنتیکا که توسط شرکت استتوس‌نت، سازندگان اصلی استتوس‌نت میزبانی می‌شد امکان ایجاد حساب‌های رایگان برای عموم را می‌داد. این سایت بعداً به pump.io مهاجرت کرد.
پشتیبانی از Ostatus که یک استاندارد بروزرسانی توزیع شده  به جای استاندارد منسوخ شده OpenMicroBlogging است در تاریخ ۳ مارس ۲۰۱۰ و با انتشار نسخه ۰٫۹٫۰ اضافه شد.
هشتم ژوئن ۲۰۱۳ استتوس‌نت به همراه فری سوشال در پروژه گنو سوشال ادغام شد.
این خدمت قابلیت هم‌کنش‌پذیری با دیگر سکوهای Ostatus را دارد.